# Pterospoda nigrescens
Pterospoda nigrescens är en fjärilsart som beskrevs av George Duryea Hulst 1898. Pterospoda nigrescens ingår i släktet Pterospoda och familjen mätare. Inga underarter finns listade.

## Bildgalleri

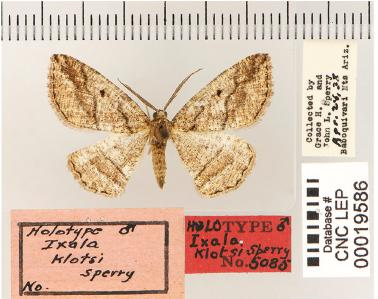
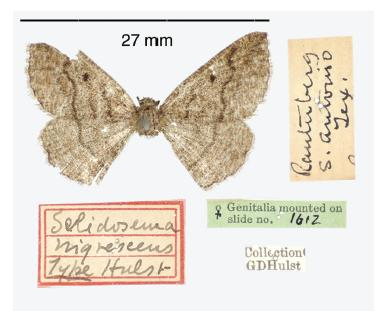
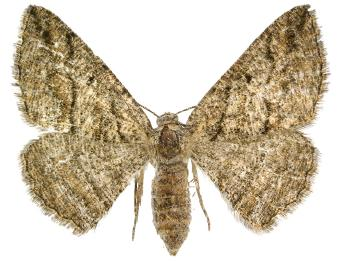
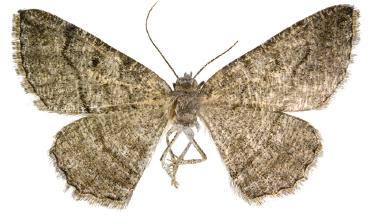
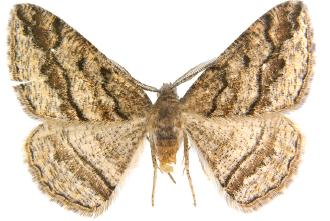
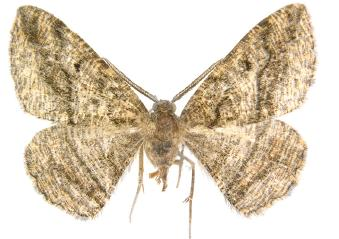